# Zülpich
Zülpich je německé město v severním Porýní-Vestfálsku, které se nachází mezi Cáchami a Bonnem. Náleží k zemskému okresu Euskirchen.
Ve starověku a raném středověku bylo na místě dnešního města sídlo s latinským názvem Tolbiacum, známé bitvou u Tolbiaka, v niž se střetli Sálští Frankové vedení Chlodvíkem I. s Alamany. Tradičně uváděné datum bitvy je rok 496. V moderní době je toto datum zpochybňováno a rok bitvy je posunut do roku 506. Bitva je připomínána názvem pařížské ulice Rue de Tolbiac a stanicí metra Tolbiac, rovněž v Paříži.
Dne 1. ledna 1969 byly k městu Zülpich připojeny bývalé obce Bessenich, Dürscheven, Enzen, Langendorf, Linzenich-Lövenich, Merzenich, Nemmenich, Oberelvenich, Rövenich, Sinzenich, Ülpenich, Weiler in der Ebene a Wichterich. Dne 1. ledna 1972 byly připojený další bývalé obce Bürvenich, Füssenich a Schwerfen.

## Partnerská města
- Blaye, Francie
- Kangasala, Finsko
- Overbetuwe, Nizozemsko

## Významní osobnosti
- Ferdinand von Hompesch zu Bolheim (1744-1805) – člen řádu maltézských rytířů.
- Theodor Weber (1836-1906) – biskup
- Theo Breuer (* 1956) – spisovatel a publicista
- Silke Rottenberg (* 1972) – bývalý fotbalista, v Zülpichu vyrůstal
- Oliver Krischer (* 1969) – biolog a politik (Zelení), od roku 2009 člen Bundestagu, žije v Dürenu